# Rakouská císařská koruna

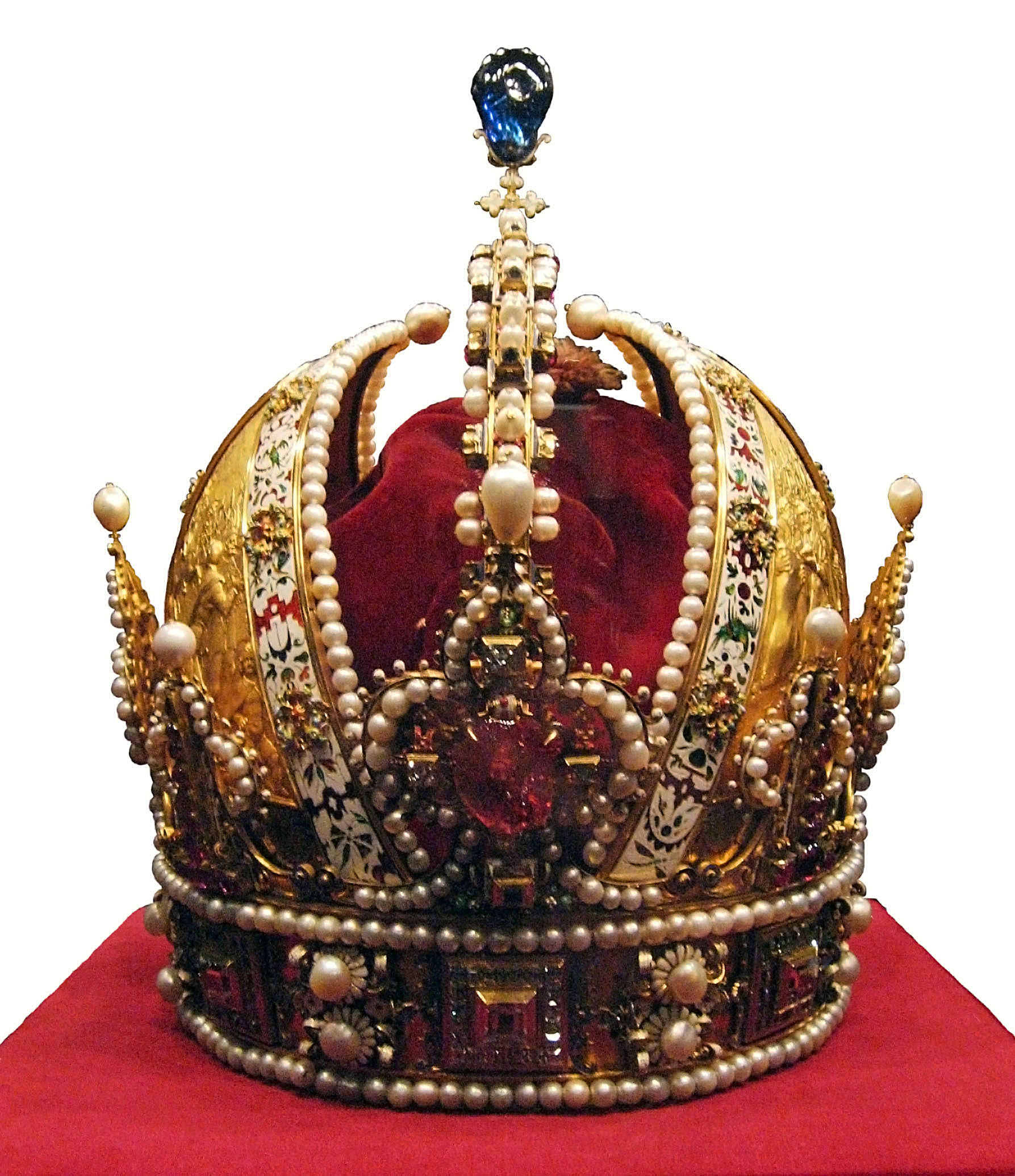
Rakouská císařská koruna

Rakouská císařská koruna je původně osobní Koruna císaře Rudolfa II., byla zhotovena roku 1602 na objednávku císaře Rudolfa II. v pražské dvorské dílně jeho komorního zlatníka Jana Vermeyena, jednoho z nejvýznamnějších středoevropských mistrů své doby. Koruna dodnes patří k historicky, umělecky i politicky nejvýznamnějším dochovaným panovnickým insigniím na světě. Od roku 1804 tvoří společně s renesančním žezlem a s říšským jablkem soupravu rakouských císařských korunovačních klenotů. Nyní jsou uloženy ve Světské klenotnici vídeňského Hofburgu.

## Historie
Říšské korunovační klenoty Svaté říše římské, a zejména koruna města Norimberk byly vydávány jen pro případy korunovace, proto si nechávali jednotliví císaři zhotovovat vlastní osobní koruny, s nimiž se účastnili oficiálních příležitostí (např. zasedání Říšského sněmu) nebo ceremonií vládnutí. Nejstarším vyobrazení soukromé koruny je mědiryt císaře Maxmiliána I. od Albrechta Dürera. Císaři mívali dvě až tři koruny, kopie určená pro cestování se nazývala karkas, nejprostší pak byla koruna pohřební.
Císař Rudolf II. objednal korunu u svého komorního zlatníka Jana Vermeyena, který pocházel z Antverp a po praxí ve Frankfurtu nad Mohanem vstoupil do císařových služeb roku 1597. Na zhotovení koruny se podíleli také další mistři: drahokamy dodali císařovi dealeři jako Ottavio Strada, skici k ornamentům zase další dvorský mistr Hertzig van Bein.
Po císařově smrti korunu užívali císař Matyáš I. a Maxmilián I., který k ní dal zhotovit říšské jablko a žezlo. Tyto insignie pak byly trvale uloženy ve vídeňském Hofburgu, v jehož Světské klenotnici jsou vystaveny dodnes. Od roku 1804, tj. zániku Svaté říše římské, přejala Rudolfova koruna funkci císařské insignie rakouských panovníků z rodu habsbursko-lotrinského, dodnes to je koruna Císařství rakouského. Od konce roku 1918 však koruna již neslouží jako panovnické insignie a jsou majetkem vídeňského Kunsthistorisches Musea, které zmíněnou klenotnici spravuje.

## Typ a tvar koruny
Koruna se skládá ze tří částí: z mitry, diadému (obroučky) a ze sférického oblouku, takzvané kamary. Představuje typ koruny uzavřené = uzavřené biskupskou mitrou, a tak symbolizuje spojení světské a duchovní vlády císaře.

### Mitra

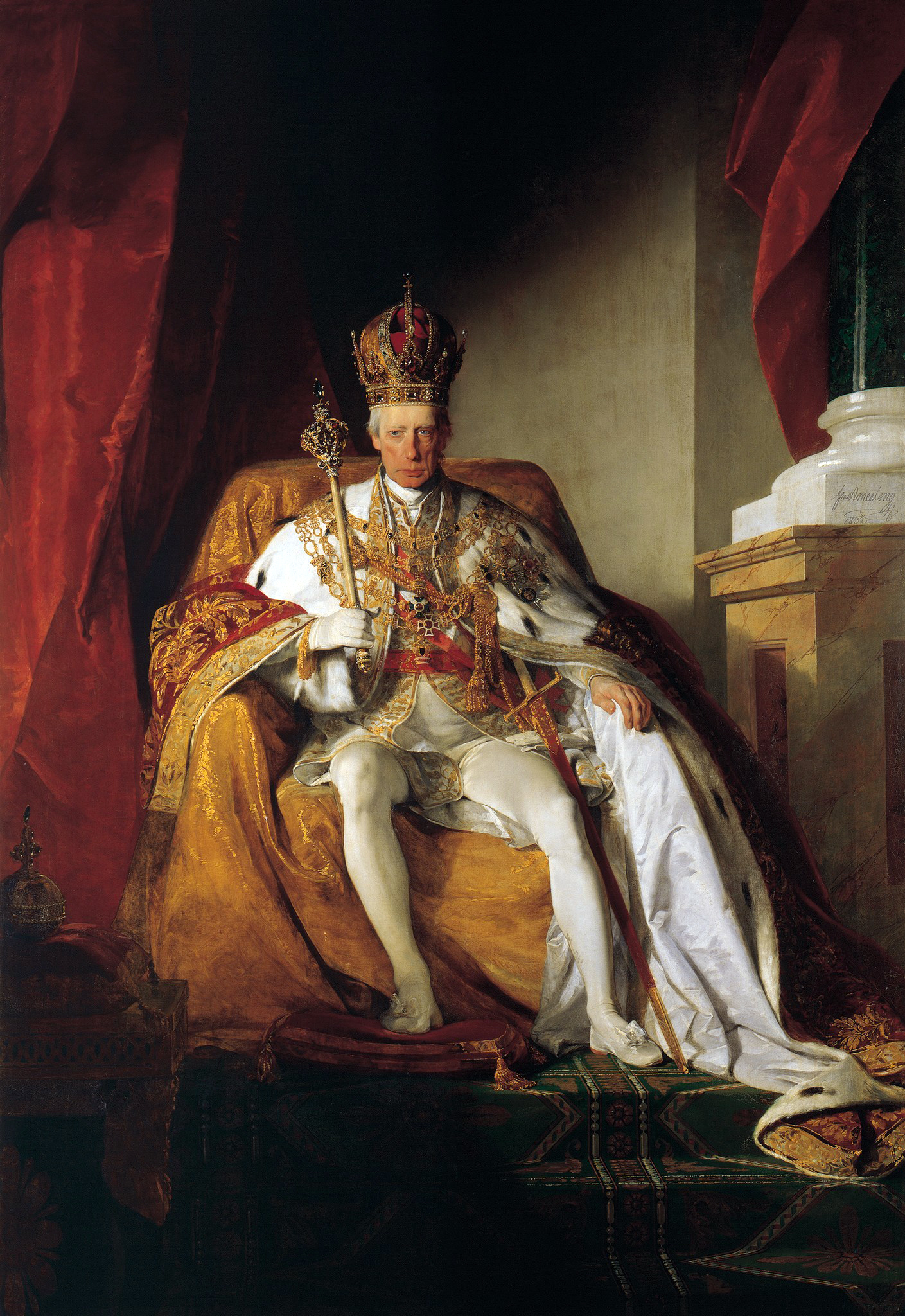
Císař František I. v korunovačním ornátu

Mitra symbolizuje boží milost a duchovní hodnost svého nositele, v tomto případě císaře. Byla při korunovaci císaře symbolicky posvěcena jáhnem. Její cípy jsou sféricky zakřivené o 90 stupňů jako u mitry starozákonního kněze. Tím oblouk kamary vystupuje nad ní, stejně jako u říšské koruny románské. Mitra je vytepaná ze zlatého plechu a na okrajích má proužky emailu, s ornamentem z rostlinných lístků a ptactva, navrženým jiným dvorským zlatníkem Hertzichem van Bein.
Ikonografický program
Koruna měla reprezentovat císaře Rudolfa II. jako nositele čtyř panovnických hodností, vyjádřených čtyřmi triumfálními scénami ceremonií z jeho života. Materiál a klenotnické zpracování dokresluje jeho statut jako nejbohatšího a nejmocnějšího panovníka střední a části jižní Evropy:
- Korunovace císařem římským: Přijetí říšské koruny klečícím císařem římským v Řezně,
- Korunovace králem uherským: Příjezd císařovy družiny na koních na korunovační návrší pod hradem v Bratislavě
- Korunovace králem českým), Průvod českého krále ve Svatovítské katedrále v Praze
- Alegorie vítězství nad Turky, se spoutanými zajatci u nohou. Ve skutečnosti Rudolf II. dosáhl jen drobných diplomatických úspěchů na hranici uhersko-balkánské.

### Obroučka
Obroučka = diadém koruny symbolizuje královskou důstojnost. Skládá se s osmi lilií, jež jsou inspirovány vzorem české Svatováclavské koruny, původ obou bývá spojován s liliemi francouzské královské koruny rodu Valois nebo s osmi díly říšské koruny. V obroučce jsou zasazeny rudé spinely, diamanty, zirkony a mořské perly. Zirkony jsou částečně broušeny do tabulového výbrusu, tabulkami obráceny dopředu.

### Oblouk
Oblouk rakouské koruny je zjevně odvozen od oblouku říšské koruny. Je osazen osmi diamanty, jež jsou symbolem Krista, jako jeho zástupce na Zemi, za nějž se císař považuje. Na vrcholu oblouku je osazen zelenomodrý smaragd – symbol Nebes, který není broušený, nýbrž hlazený a leštěný.
K císařské korunovaci nebyla tato koruna nikdy použita.

## Žezloakrálovské jablko

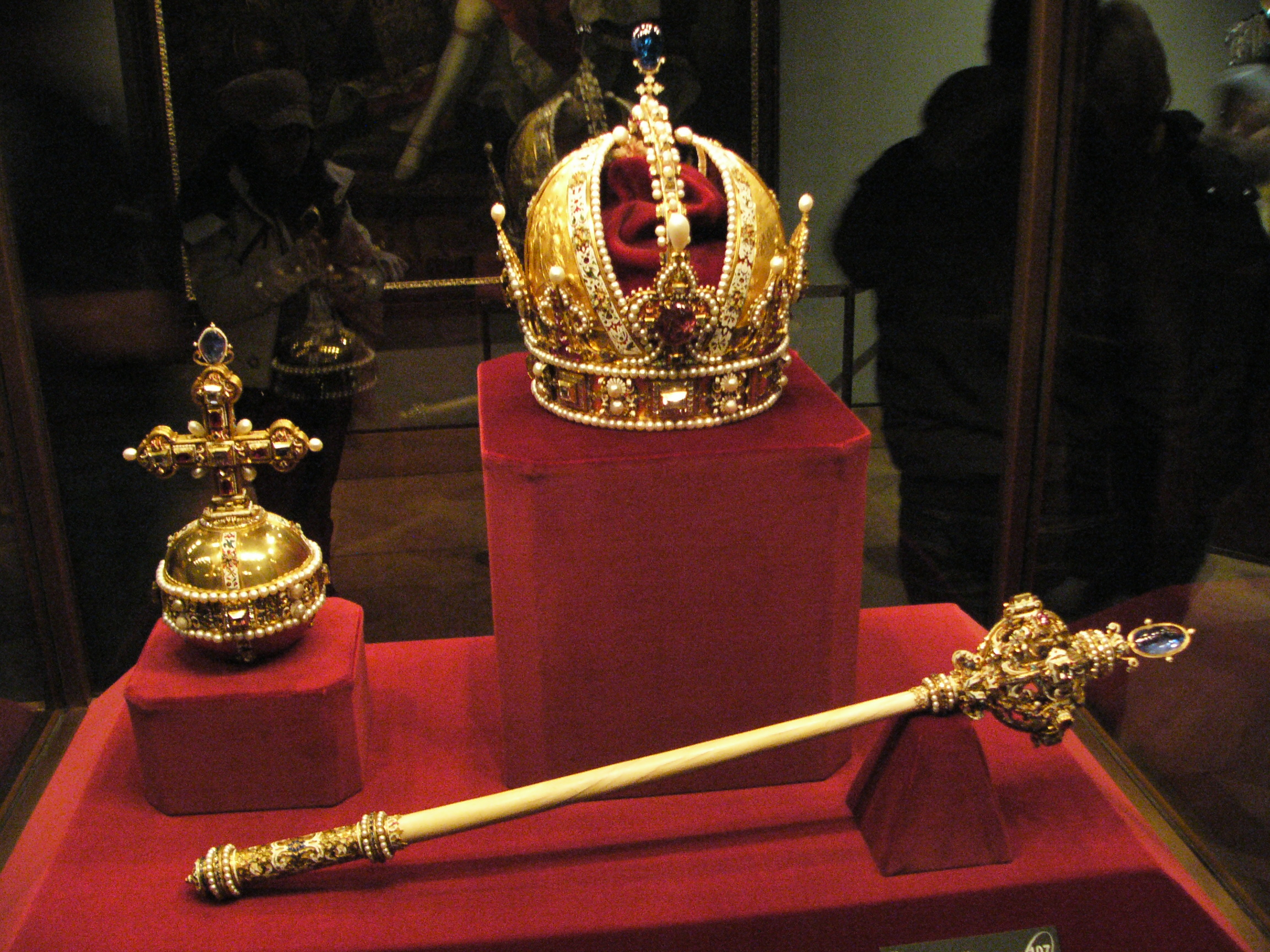
Žezlo, královské jablko a rakouské císařská koruna

Ke koruně náleží také žezlo a jablko, které nechal na zakázku zhotovit roku 1612 Rudolfův bratr a nástupce Matyáš. Pocházejí z dílny dalšího pražského dvorského zlatníka Andrease Osenbrucka. Svým stylem a ztvárněním programově navazují na korunu. Zvláštností žezla je, že je částečně vyrobeno z rohu bájného jednorožce, což je zub jednorohého narvala, severské velryby. Žezlo a jablko byly také před vyhlášením Rakouského císařství používány, částečně jako české královské klenoty, částečně při dědičných poctách Arcivévodství rakouského.